# مترو أصفهان
مترو أصفهان (بالفارسية: متروی أصفهان)، هي محطة القطار الداخلي في مدينة أصفهان الإيرانية، أنطلقت المحطة سنة 2015، ولها 14 محطة توقف و3 مسارات.
بدأ بناء قطار مدينة أصفهان في عام 1432 ، لكنه كان بطيئًا في سياقه التاريخي. أصفهان وضواحيها هي المسؤولة عن بناء وتشغيل أصفهان. يوجد في أصفهان مترو ثلاثة خطوط أو خطوط ؛ الخط 1 من الشمال إلى الجنوب، الخط 1 من الشمال إلى الغرب والخط 1 من الجنوب إلى الغرب. تتصل بعض المدن القريبة أيضًا بخطوط مترو أصفهان من خلال هذا النظام.

## خطوط
|          | اسم الخط           | النشاط الأول | الافتتاح الكامل | نوع من | الطول (بالكيلومترات) | عدد المحطات |
| -------- | ------------------ | ------------ | --------------- | ------ | -------------------- | ----------- |
| درون‌شهری |                    |              |                 |        |                      |             |
|          | واحد               | 1438         | 1438            | مترو   | 20٫2                 | 20          |
|          | اثنان              |              |                 | مترو   | 24٫4                 | 23          |
|          | ثلاثه              |              |                 | مترو   | 8٫8                  | 7           |
| مجموع    | مجموع              | مجموع        | مجموع           | مجموع  | 53٫4                 | 48          |
| برون‌شهری |                    |              |                 |        |                      |             |
|          | أصفهان - زرينشهر   |              |                 | مترو   | 57                   |             |
|          | أصفهان - شاهين شهر |              |                 | مترو   | 20                   |             |
|          | اصفهان - باهرستان  |              |                 | مترو   | 14٫5                 | 4           |
|          | باهرستان - مجلسی   |              |                 | مترو   | 51                   | 8           |
| مجموع    | مجموع              | مجموع        | مجموع           | مجموع  | 142٫5                |             |

## المواقع الخارجية
- محطات القطار في إيران نسخة محفوظة 28 أكتوبر 2017 على موقع واي باك مشين.
- الموقع الرسمي لمترو أصفهان نسخة محفوظة 18 أكتوبر 2019 على موقع واي باك مشين. (الفارسية)
- خريطة مترو اصفهان (الفارسية)